# ويليام ل. تشابلن
كان ويليام لورنس تشابلن (27 أكتوبر 1796 - 28 أبريل 1871) مناصرًا بارزًا لإبطال العبودية إبان السنوات التي سبقت اندلاع الحرب الأهلية الأمريكية. عمل تشابلن الذي عُرف بلقب «الجنرال» وكيلًا لصالح الجمعية الأمريكية المناهضة للعبودية ولصالح شبكة السكك الحديدية تحت الأرض. زُج في السجن لمحاولته تهريب شخصين وهو ما حتم عليه تسديد مبلغ قدره 25 ألف دولار حتى استطاع الخروج من السجن وفر من ولاية ماريلاند سالمًا. عمل تشابلن محررًا في صحيفتين مناهضتين للعبودية وكذلك عمل محاميًا لبضعة أعوام إذ نال تعليمه الحقوقي من جامعة هارفارد. أدار تشابلن بالاشتراك مع زوجته منتجع غلين هيفن للاستشفاء المعدني خلال السنوات الأخيرة من حياته.

## حياته الشخصية
ولد تشابلن في بلدة غروتون الواقعة بولاية ماساتشوستس في يوم 27 أكتوبر عام 1796. كان والده دانيال تشابلن قسيسًا أبرشانيًا وكانت والدته تدعى سوزانا بريسكوت تشابلن. كان جده من طرف أمه ويليام بريسكوت عقيدًا في الجيش الأمريكي وهو أحد قادة معركة بانكر هيل.
تلقى تشابلن تعليمه في كلية أندوفر بدءًا من عام 1804 والتحق بعدها بكلية هارفارد تحت إشراف السيد باتلر في عام 1819. درس تشابلن في هارفارد لمدة أربع سنوات غير أنه لم يتخرج من الكلية. أثارت مجموعة مؤلفة من 34 طالبًا (لا تشمل تشابلن) تمردًا في الكلية حين كان هو في سنته الجامعية الأخيرة مما أدى إلى طرد هؤلاء. انسحب تشابلن من الجامعة حسب ما ارتأه مناسبًا. درس القانون تحت إشراف القاضية دانا وقُبل بعدها في سلك المحاماة في شهر يونيو من عام 1829.
تزوج تشابلن من ثيودوجا غيلبرت في مدينة غلين هيفن بولاية نيويورك بتاريخ 12 أغسطس عام 1851. كانت والدة غيلبرت تدعى بيتسي (لقبها عند الولادة هو غرين) وكان والدها الشماس إلياس غيلبرت المنحدر من مدينة ريتشموند بولاية نيويورك. أنجب الاثنان طفلين وهما هارييت لورنس التي ولدت في يوم 5 ديسمبر عام 1852 وفارقت الحياة بعد تسع سنوات من ولادتها بتاريخ 21 ديسمبر عام 1861. في حين ولدت ابنتهم الثانية ثيودوجيا في يوم 11 أبريل عام 1855 وتزوجت في نهاية المطاف القسيس فريديرك جون كليغ والتون. كان الاثنان يترددان على الكنيسة الأبرشانية الأولى في مدينة بيتسفيلد التي ترأسها القسيس جون تود.

## سيرته المهنية ونشاطاته
دعا تشابلن إلى الامتناع عن المشروبات الكحولية بدءًا من عام 1819. زاول تشابلن بعد ذلك مهنة المحاماة في مدينتي غروتون وإيستون الواقعتين بولاية ماساتشوستس خلال الفترة المتراوحة من عام 1829 حتى عام 1837. وأضحى مناصرًا لإبطال العبودية بحلول عام 1833 وذلك بعد التحاقه بالجمعية الأمريكية المناهضة للعبودية المتأسسة حديثًا. انكف تشابلن عن مزاولة مهنة المحاماة حتى يركز جهوده على إلغاء العبودية. انتقل إلى مدينة يوتيكا بولاية نيويورك في عام 1837 بعدما أصبح وكيلًا عامًا في جمعية ولاية نيويورك لمناهضة للعبودية. وعُرف بين زملائه من المؤيدين لإبطال العبودية بلقب «الجنرال». عمل تشابلن محررًا لصحيفتين مناهضتين للعبودية ألا وهما صحيفة أميركان سيتزن وصحيفة ألباني باتريوت. وعمل كذلك مندوبًا لصحيفة ألباني باتريوت في واشنطن العاصمة.
انضم تشابلن إلى المجموعة التي شكلت حزب الحرية بزعامة جيريت سميث في عام 1840. كان هذا الحزب عبارة عن مجموعة من الراديكاليين السياسيين ممن طالبوا بإلغاء العبودية. كان تشابلن مرشحًا لمنصب نائب حاكم ولاية نيويورك عن حزب الحرية في دورة عام 1846. كذلك ترشح لمنصب حاكم ولاية نيويورك في دورة عام 1850.